# Велика Нир'я
Велика Ни́р'я (рос. Большая Нырья) — присілок у складі Селтинського району Удмуртії, Росія.

## Населення
Населення — 65 осіб (2010; 82 в 2002).
Національний склад станом на 2002 рік:
- росіяни — 57 %
- удмурти — 39 %

## Урбаноніми[3]
- вулиці — Великонир'їнська